# Jyderup
Jyderup er en stationsby på Nordvestsjælland med 4.300 indbyggere  (2025) i Jyderup Sogn i Holbæk Kommune. Den hører under Region Sjælland. Dens vartegn er Jyderup Kirke, der stammer fra slutningen af 1100-tallet.
Inden kommunalreformen i 2007 var byen administrationscentrum for Tornved Kommune. I dag er Jyderup en del af Holbæk kommune.
Jyderup opstod som en lille landsby rundt om kirken. 
Da Nordvestbanen mod Kalundborg blev anlagt, blev Jyderup station placeret et stykke fra den oprindelige kirkeby. Det førte til, at Jyderup stationsby opstod. I mange år var byen opdelt, men i dag er de to dele vokset sammen, dog stadig adskilt af Skovvejen, som skaber en nordlig og en sydlig del. Stationsbyens centrum består primært af butiksbygninger på to til tre etager.
Den er omgivet af villakvarterer og industrikvarterer med flere virksomheder inden for metal- og elektronikindustri. Byen er også kendt for at huse Jyderup Statsfængsel, der har eksisteret siden 1988, og som i dag har 162 fængselspladser og 130 arbejdspladser.

## Historie
Jyderup nævnes første gang i 1369 som Jwderop. 1. led 'jyde', 2. led -torp, (senere blevet til rup) dvs. 'jydernes (eller jydens) udflytterby'.
Ifølge Anders Hjorth-Jørgensen hævder Holbæk præsten J. Larsen at forleddet er afledt af det danske mandsnavn Jutta, dvs. Juttas udflytterbebyggelse. 
Den bredt acceptere forklaring er at navnet hentyder til at en eller flere jyder har ryddet skov og slået sig ned her, dvs. >>Jyde(r)n(e)s udflytterbebyggelse<<.
Imod denne forklaring er ifølge Anders Hjorth-Jørgensen også at stednavnet Jyderup kun forekommer på Sjælland, og der med sikkerhed er flere med navnet Jutta, der har ryddet skov i Jylland. 
Ved Skarresø nord for byen ligger voldstedet Skarresholm, som nævnes første gang i 1329. Her udstedte Valdemar Atterdag et brev i 1341. Voldstedet består af to borgbanker med volde og grave. Udgravninger i 1901–02 fandt kældre fra en grundmuret bygning. Borgen blev i 1408 overtaget af Margrete 1., som kort efter lod den nedrive.
Da møntblokken i Jyderup kirke blev restaureret omkring år 1950, fandt man 11 mønter, de ældste fem hulpenninge fra Erik af Pommerens tid. 
Omkring 1870 blev byen beskrevet således: "Jyderup med Kirken, Præstegaard, Skole, Kro, Veirmølle, Teglbrænderi".
Omkring 1900 blev forholdene beskrevet således: "Jyderup med Kirke, Præstegd., Skole, Rekonvalescenthjem (opr. 1888 af A. H. E. Komtesse Lerche med 100,000 Kr.; 25 Pladser), Jærnbanestation, Postkontor og Telegrafstation, Hotel („Skarritsø“), Andelsmejeri, Mølle, Sessionssted for 2. Udskrivningskr.’ 1–3., 35–41., 363. og 365–68. Lægd, Markeder i April og Okt. (Heste og Kvæg), stor Købmandshandel og mange næringsdrivende".

## Geografi
Jyderup ligger op til fem skove; Bjergsted Skov, Grevindeskov, Stokkebjerg Skov, Aggersvold Skov og Jyderup Skov – hvilket gør byens omegn til et meget naturrigt område med masser af dyreliv. Der er 14 kilometer til havet ved Havnsø. Desuden findes en gammel ruin kaldet Dronning Margretes Ruin (opkaldt efter Dronning Margrete 1.), som ligger ved Skarresø.
Rundt om søen findes flere offentlige naturstier. I selve Skarresø ligger øen Magleholm, hvor et af Danmarks sjældne ørne-par holder til. I gamle dage var søen mølledam for Kongens Mølle. Jyderupstien går fra Svinninge gennem Jyderup til Kongskilde Fritidsgård syd for Sorø.

## Infrastruktur og transport
Fra Jyderup Station går regionaltog mellem København og Kalundborg. Flere buslinjer tager også udgangspunkt i stationen eller har stop her.
- 490 Slagelse Station
- 512 Snertinge - Gislinge
- 541 Snertinge - Havnsø
- 542 Eskebjerg - Kaldred
- 582 Bennebo Skamstrup - Skellingsted - Brokøb - Mørkøv Station

Vejdirektoratet har udarbejdet en VVM-redegørelse for Skovvejen – en del af Rute 23 – med henblik på en opgradering til motorvej (Kalundborgmotorvejen). I redegørelsen forslog Vejdirektoratet at nedlægge den nuværende tilslutningsanlæg midt i Jyderup, og anlægge to nye tilslutningsanlægger (5) Jyderup Ø og (6) Jyderup V.

## Erhverv
I den østlige del findes et stort industriområde bl.a. med en stor transportvirksomhed og en internetbaseret tøjbutik. Der er planlagt yderligere arealer til nyt erhverv. Fra Cementvejen er der adgang for modulvogntog til rute 23 Skovvejen.
Nord for Nordvestbanen og syd for Skovvejen ligger et ældre industriområde, hvor der er autoværksteder, containerforretninger og andre servicevirksomheder. Der er ligeledes en stor transportvirksomhed.

### Detailhandel
Byen har et et blandet handelsliv med selvstændige erhvervsdrivende og typiske franchisekæder samt forretningskæder. Ca. 60 af dem er medlem af Jyderup Erhvervsforening. I forbindelse med etableringen af Nordvestbanen i 1875 er forretninger stødt til især ved stationen.

## Institutioner og bygninger i Jyderup
- Jyderup Præstegård
- Børnehuset Sølyst
- Tornvedskolen, Jyderup afdeling - Folkeskole.
- Jyderup Bibliotek
- Spejdergården
- Søbækskolen
- Plejecenter Vest Elmelunden
- Jyderup Bad A/S - Svømmehal
- Statsfængslet i Jyderup
- Sølyst jagtslot
- Jyderup Stadion
- Lerchehuset
- Dyreskuepladsen

## Udvikling

### Kommuneplan
Holbæk Kommune har i 2007 udfærdiget Holbæk Kommuneplan 2007-2018, hvor Jyderup indgår. Der satses blandt andet på at inddrage nye arealer til boligområder nord for byen.
Holbæk Kommune har indledt arbejdet med at revidere hele kommuneplanen for 2013 til 2025. Ved et debatmøde på Holbæk Teater den 26. marts 2012 (Sæt dit fingeraftryk på Holbæk Kommune (Webside ikke længere tilgængelig)) om Holbæk Kommunes nye plan blev borgere og politikere informeret om arbejdet og opfordret til at indsende deres ideer til en udvikling i lokalområderne – herunder Jyderup. På mødet holdt Pernille Steensgaard, journalist på Weekendavisen, et oplæg om sammenhængen mellem forskellige livsformer, boformer og byudvikling. Herefter var der mulighed for at drøfte planlægningen i plenum og i grupper.

### Generelt
Den 19. september 2011 blev der nedsat en arbejdsgruppe under Lokalforum Jyderup, som ud fra emnerne infrastruktur; erhverv; turisme; kultur og natur, skulle fremkomme med et skriftligt bud på byens fremtid. Gruppen bestod af ca. 35 frivillige med forskellig baggrund og interesser.
Byen har mange muligheder og naturlige ressourcer – men "udkantsdanmark" med fraflytning er rykket tættere på byer med et lavere indbyggertal. Resultatet blev præsenteret på et offentligt dialogmøde for dialogudvalget under byrådet d. 29. marts 2012.

## Kultur
Byen har en del sportsklubber, foreninger og frivillige personer. Mange af dem er organiseret gennem JSG&I (Jyderup Skytte Gymnastik & Idrætsforening (med flere).
Blandt foreningerne er
- Musikforeningen Brage, tidligere Tornved Jazzklub. Koncertarrangør med 3 årlige arrangementer
- Musikforeningen Live - Koncertarrangør med 4 årlige arrangementer
- Jyderupvision - En samling af forskellige upolitiske arbejdsgrupper som er beskæftiget med byudvikling
- Lions Club Tornved. Humanitært hjælpearbejde.
- JSG&I Jyderup Skytte Gymnastik & Idrætsforening - En fællesforening for sportsudøvere.
- Jyderup Erhvervsforening - En forening der varetager byens interesser, primært erhvervsmæssigt og kulturelt.
- Jyderup Antenneforening - En lokal antenneforening der leverer TV, internet og telefoni til foreningens medlemmer.

Hver år afholdes byfest i Jyderup. På torvet foran det gamle rådhus opstilles juletræ hvert år i december måned.
I Buerup, ca 13 km syd fo rbyen, ligger Buerup Træskomuseum.

### Sport
Jyderup har eget stadion, kaldet Jyderup Stadion. Derudover findes sportsklubber der tilbyder bl.a. fodbold, håndbold, kampsport, gymnastik og svømning. Flere af disse klubber anvender den lokale sportshal Jyderup Hallen.
4. etape af Post Danmark Rundt 2013 gik gennem Jyderup. Ruten var 105 km lang, og den gik fra Høng til Asnæs Indelukke. Etapen blev vundet af Magnus Cort.